# ドム
ドム (DOM) は、「ガンダムシリーズ」に登場する架空の兵器。有人操縦式の人型機動兵器「モビルスーツ (MS)」のひとつ。初出は、1979年放送のテレビアニメ『機動戦士ガンダム』。
作中の敵側勢力であるジオン公国軍の陸戦用量産機。ザクなどそれまでのMSよりも太くがっしりした体型で、「重MS」と呼ばれる。十文字の範囲に動く頭部モノアイ・カメラと、地表をホバー移動で高速滑走できるのが特徴である。劇中ではルウム戦役で名を挙げた小隊「黒い三連星」の搭乗機として初登場し、3機の連携により主人公アムロ・レイが所属する地球連邦軍ホワイトベース隊を苦しめる。のちのジャブロー攻略戦では一般機が登場し、宇宙でも改修型のリック・ドムが多数登場する。
本記事では、続編や外伝作品などに登場するバリエーション機などについても解説する。宇宙用の派生機については「リック・ドム」を参照。

## デザイン
大河原邦男がラフデザイン（第1稿）および参考用デザインを描き、安彦良和がクリーンアップしたものが決定稿となった。参考用デザインは決定稿より細身であるが、デザインは肘などを除きほぼ完成している。この参考用デザインを、設定上の計画時におけるデザインとする資料もある（後述）。決定稿には「要するにズングリ・ドッシリスタイルにしてください（目方はガンダムより重たい感じ）」「頭はドッシリ、小さめ…」との書き込みがある。大河原は、袴のようなものが付いているので、赤胴鈴之助じゃないけど「武士」というイメージはあるとのちに語っている。
本機も本編でのシンプルな外観を初期稿から有していたわけではなく、第1稿では角、頭部を覆う動力パイプ、角ばった肩スパイクなどが盛り込まれていた。
本機が地表を滑走する設定になったのは絵が1枚で済むからであり、重力下でMSが動いたらこのようになるという動きを表現しようとすると作画枚数が増えてしまい、毎週『ガンダム』がオンエアできるかどうか分からなくなってしまうからだと、総監督の富野由悠季が後のインタビューで語っている。

## 設定解説
ザクやグフといったMSは、重力下における展開には大きな問題を抱えていた。これらの移動は歩行によるか、車両による運搬でおこなわれるが、展開速度が遅すぎたのである。このため、MSの自力での単独飛行を目指したグフ飛行試験型が開発されるも失敗に終わり、同計画はグフのサブフライトシステムとしてド・ダイYSを連携運用することで昇華されている。この問題を抜本的に解決するため、ホバークラフトを応用したMSの開発がツィマット社で開始される。
当初は純粋なホバークラフトによるものが考案されるが、兵器搭載量の問題から却下され、最終的にはより推力の高い熱核ジェット・エンジンにホバークラフトの技術を応用したものに落ち着いている。
計画時のデザインは高機動型ザクII（R-2型）程度のボリュームであったが、試作機を手直ししていく中でプロポーションが修正されている。大型のシールドなどのかたよった装備は高速移動の際に余剰なモーメントを発生させることから、機体の装甲そのものを左右対称にバランスさせたうえで強化する方向で設計されている。また、各種スラスターなど高速移動用装備の内装にともなう構造強化などのため、フレーム自体に既存の機体を上回る堅牢さが求められる。これらのことから、自重の増大は設計段階で判明している。ツィマット社によって導入された技術やコンセプトにはユニークなものも多く、加えて整備性の高さなども、のちの空間戦用MSとしての採用を後押ししたといわれる。
コンパクトな熱核ジェット・エンジンの開発は困難を極め、開戦から半年以上経過してプロトタイプが完成する。その後、各部スラスターや動力パイプが内装され、装甲形状も空力的な見直しを受けたあと、数週間後には制式採用されてグラナダとキャリフォルニアベースで生産が進められている。本機は限定された作戦域での運用を前提とした「局地戦用MS」として設計されているが、その性能の高さからグフに替わる主力機としても多く扱われているという。
標準塗装は黒と薄紫を基調に、胸部がグレー、モノアイ周縁や装甲の内側が赤で塗り分けられている。これは本機を初めて受領した「黒い三連星」のカラーリングを踏襲しているともいわれるが、実際には以前から配色は決定しており、事情を知らない当時のメディアによる憶測がいつのまにか定説となったと語る研究者も少なくないという。

### 機体構造
頭部
グフ試作実験機で初めて取り入れられた2次元軌道をもつモノアイ・レールの採用により、地対空戦闘などでも上方視界を確保することが可能となっている。また、補助センサーの高性能化にともない、側方視界はモノアイを使用しなくても十分に捜索できることもあり、主センサーを側面に振り向ける必要がなくなったともいわれる。頭部と胸部が一体化された構造は、被弾率を軽減し、敵の銃弾などを可能な限り跳弾させるためにも有効な手段であったらしいとされる。
胴体部
ブロック構造が導入されており、腹部のジェネレーター・ブロックと胸部、腰部が別ブロックに分割され、機体可動やメンテナンス、機能向上に配慮した設計となっている。この構造はのちに開発されるMSにも採用されており、特に構造的にスラスターなどを取り囲むように設計された腰部の「スカート・アーマー」は、MSの泣き所であった部位の被弾率を圧倒的に低減している。
コックピット・システムは、ホバー走行に対応するためにグフまで共用であったものから変更されており、操作系にも改良がほどこされている。搭乗方式はダイレクト・インとなっているが、搭乗ハッチは飛躍的に強化されている。ただし、砂漠や湿地帯などに展開している部隊からは、昇降の際にコンソールが汚損しやすいとの苦情も少なくなかったらしいとされる。
腕部
当初から地球上での運用が想定されており、徹底的な防塵処理がほどこされている。また、ジャイアント・バズを支え、十分に取り回し可能なトルクをもつ。これらにより、既存の機体より腕部が大型化している。
脚部
熱核ジェットで送り込んだ高温高圧の圧搾空気を密閉された足底に溜め、地表との間に表面効果を発生させることで対地摩擦を相殺し、機体を地表から微妙に浮上させる。そして、背部および腰部と脚部の後方の推進用スラスターによって機動をおこなう。移動速度を上げると表面効果も大きくなることから、巡航時には熱核ジェットのみでの走行も可能であるという。つま先には高低差や障害物を感知するためのセンサーが設置されているため、不整地でも走破が可能である。ホバー走行の使用時間を延長するため、MSの脚部推進剤タンクとしては大きいサイズのものが採用されていることから、脚部が大型化している。100トン以上の液体水素を積載し、5時間程度のホバー走行が可能である。巡航速度は時速90キロメートル、最高速度は時速110キロメートル、180キロメートル、240キロメートル、380キロメートルと諸説ある。

### 武装
ジャイアント・バズ
型式番号：GB03K/360mm
ハニーウォール&ライセオン (H&L) 社製。360ミリロケット砲で、砲弾は後部の並列弾倉に10発装填されている。本体の手の部分からパイプを通して送られる液体燃料を装薬として射出され、直後にロケット・モーターに点火して増速する。
キャリフォルニアベースの軍港施設から、連邦軍の戦艦用の360ミリ規格の弾頭が多数発見され、生産ラインも簡単に復旧できたことから、これを射出可能な装備として本兵装が開発される。基本設計はそれまでに試作されていた320ミリなどのラージサイズ・バズーカをスケール・アップしただけのものであるが、結果的に一年戦争で使用されたMS用携行装備としては最大級の威力をもつものとなっている。キャリフォルニアベース北部の試射場における試射では、威力はのちのゲルググ用ビーム・ライフルにはおよばないものの、一撃で巡洋艦クラスの宇宙艦艇を大破させている。のちにリック・ドムの武装として宇宙でも多用され、ジオン本国やグラナダでも生産されている。ドムおよびリック・ドムの代名詞的な兵装であるが、公国軍の基本MS規格にしたがって作られているため、大戦末期には他のMSでも多用されており、ザクIIのパイロットが愛用した例もある。
なお本武装と同形状の、人間が携行できるサイズのものも映像作品で確認できる。『機動戦士ガンダム』最終話では、シャア・アズナブルがア・バオア・クー内部に残されていたものを拾い、キシリア・ザビが座乗して脱出しようとするザンジバルのブリッジを狙撃しているが、ビームらしき光条を発している。また、『機動戦士ガンダムΖΖ』第41話でもエル・ビアンノが携行して発砲しているが、こちらは実体弾を撃ち出している。
ヒート・サーベル
型式番号：Type 2
白兵戦用の装備で、サーベル部分が白熱し、敵機を溶断する。エネルギーを高効率で熱へと変換するデバイスを使用しているものの、消耗が激しく基本的には使い捨てである。放電機能も有する。
拡散ビーム砲
胸部左側に装備。当初はビーム兵器用のエネルギー・サプライ・ターミナルとして設置されたらしいとされるが、十分な出力が得られず、またビーム兵器自体の開発遅延もあり、善後策として眩惑用の欺瞞装備が増設されたといわれる。威嚇用の短距離ビーム砲としても使用可能。
第25話の「オデッサの激戦」のBパートでメガ粒子砲として使用していた、ガンダムはシールドで防いでいた。（胸部のビーム砲としての使用はここだけ）
漫画『機動戦士ガンダム アグレッサー』では、照射することで相手のビーム・サーベルのビームを固定しているIフィールドを破壊し、一瞬ではあるが使用不能にしている。
その他
OVA『機動戦士ガンダム 第08MS小隊』第10話冒頭では、ザク・マシンガンを携行する機体が登場する。
漫画『機動戦士ガンダム0079』第5巻では、マッシュ戦死後の黒い三連星がジャイアント・バズの他にMMP-80やシュツルムファウストを装備し、2度目の対ガンダム戦に臨んでいる。
漫画『ザ・ブルー・ディスティニー』では、トリスタン少尉の機体が両手にザク・マシンガンを携行するほか、ザクI・スナイパータイプのビーム・スナイパー・ライフルも使用している。

### 劇中での活躍
テレビ版第20話において、ランバ・ラルのセリフに「局地戦用重モビルスーツ・ドム」の語が登場するのが名称としての初登場となる。テレビ版第24話でオデッサ作戦開始直前に黒い三連星と共に登場した3機が画面上の初登場となり、三連星はホワイトベース (WB) 隊に夜襲をかける。照明弾を発射するミデア輸送機を撃墜し、Gアーマーやガンキャノン、ガンタンクを翻弄し、WBに肉迫する。Gアーマーからボルトアウトして立ちはだかるアムロのガンダムに対し、三位一体の戦法である「ジェット・ストリーム・アタック」を2度仕掛けるも、あと一歩およばずマッシュ機が撃破され撤退する（詳細はジェット・ストリーム・アタックを参照）。第25話ではマッシュの仇を討つべく、オデッサ作戦の際に戦闘機ドップの編隊を従えて2機で出撃、ふたたびWB隊を襲撃する。オルテガ機はガンタンクの左履帯を、ガイア機はガンキャノンの左つま先を破壊するが、Gスカイ・イージーに乗ったガンダムとの白兵戦で2機とも撃破される。劇場版『機動戦士ガンダムII 哀・戦士編』では第24話と25話の戦闘が編集され、マッシュ機撃破直後にガイア機もガンダムに、ほぼ同時にオルテガ機もセイラ・マスのコア・ブースターに撃破される展開に変更されている。
本来はドズル・ザビの命によってランバ・ラル隊へ供与されるはずの機体であるが、マ・クベの策略によって握りつぶされる様子が第20話で描かれており、「ドム」の名称も同話が初出となっている。マ・クベの副官のウラガンは、ラルに対し補給線とともに本機も撃破されたと虚偽の報告をおこなっている。
第29話では、ジャブロー攻略戦で数機がガウ攻撃空母から降下するが、1機が対空砲火で撃墜される。劇場版では、ジャブロー地下に新たに1機が登場し、ガンダムに撃破されている。
『機動戦士ガンダム 第08MS小隊』では第10話に登場。肩や脚部アーマーのデザインがやや異なっている。対空戦闘ではザク・マシンガンを、対MS戦ではジャイアント・バズを使用する。陸戦型ガンダムを追い詰めるも、量産型ガンタンクに背中を撃たれて撃破される。
『MS IGLOO 2 重力戦線』では第3話に登場。オデッサ作戦において、ダブデ級陸戦艇の護衛として2機が陸戦強襲型ガンタンクを迎撃する。1機はガンタンクからの主砲の砲撃が足元の地面に着弾して転倒、もう1機はヒートサーベルで主砲身を切断するも、反撃を胴体に受けてバランスを崩したところに燃料タンクをぶつけられて炎上し、敵の突破を許ししてしまう。
漫画『機動戦士ガンダム THE ORIGIN』では、黒い三連星の機体にオリジナルの部隊マークが追加された。「ジャブロー編」では、アニメ版同様三連星による3機で構成され、ガンキャノンとガンタンクを大破させた後ガンダムに挑むが、マッシュ機を撃破され撤退する。後の「オデッサ編」ではガイア、オルテガを隊長に各小隊あたり4機ずつ計8機のドム中隊を編成。「ダブルジェットストリームアタック」なる新戦法でふたたび挑むも、ニュータイプ能力に目覚めたアムロの敵ではなく、ガンダム1機に全滅させられている。なお、拡散ビーム砲は使用していない。
漫画『MS戦記 機動戦士ガンダム0079外伝』では、物語終盤で主人公のフレデリック・ブラウン軍曹と所属部隊がドムに搭乗し、ジャブロー攻略戦に参加する。
ゲーム『機動戦士ガンダム バトルオペレーション2』では、通常兵装に加えてザクIIの右肩シールド（ゲルググMなどのようにスパイクは追加されていない）を左手に携行し、MMP-78GNマシンガンに対空砲弾を装填したものを副兵装とした「ドム［重装備仕様］」が登場する。

### 個人専用機
ランバ・ラル専用機
『ギレンの野望 ジオンの系譜』に登場する、ゲームオリジナルの機体。ランバ・ラル隊にドムを配備する「ifルート」で使用可能となる。標準塗装の紫および赤の部分がパーソナルカラーの青で塗られている。
if設定によれば、ペズン計画のテストベッドとして、特定の環境に合わせた各種オプションパーツや、限定的なステルス能力、新型の熱核ホバーなど、さまざまな技術的試みがほどこされている。これらすべてが必ずしも成功したとは言えず、操縦性は劣悪でパイロットを選ぶ機体となるが、ラル自身の能力もありかなりの性能を発揮したという。装甲まで含めた各種武装のオプション化が進められており、各戦場によって外観も変化している。標準兵装のほかに、ハンドガン式のヒート・ロッドや機関砲、ミサイル・ランチャーなども用意されている。ラルとともに地球圏の各地を転戦し、ペズン計画にとって重要なデータを残している。
ナランソロンゴ・ボルドバヤル専用機
漫画『機動戦士ガンダムMS BOYS -ボクたちのジオン独立戦争-』に登場。「モンゴルの銀狼」ことナランソロンゴ・ボルドバヤル大尉に供与される。『第08MS小隊』のデザインがベースとなっており、黒（単行本第2巻表紙では濃淡グレー）を基調に両肩が銀色のパーソナル・カラーに塗装されている。ジャイアント・バズのほか、ヒート金剛棒とスパイク・シールドを装備する。
トリスタン・トレーダー専用機
『機動戦士ガンダム外伝 THE BLUE DESTINY』の漫画版、『ザ・ブルーディスティニー』に登場する、ニムバス直属のパイロット、トリスタン・トレーダー少尉の専用機。当初は通常のドムと変わらない仕様だったが、回収したザクI・スナイパータイプのビーム・スナイパー・ライフルとジェネレーターを搭載することにより、ビームによる射撃が可能となっている。
テオ・グラン専用機
漫画『機動戦士ガンダム ラストホライズン』に登場。ザビ家親衛隊のテオ・グラン少佐の専用機。キャリフォルニアベースで量産が開始される以前に製造された機体で、モノクロでカラーリングの詳細は不明だが白っぽい色を基調に、機体各所に太いラインが記されている。

## 試作機・実験機

### グフ試作実験機
グフをベースに製作された、ドムとの中間的な機体。

#### ドム試作実験機
『機動戦士ガンダム THE ORIGIN』のメカニックデザイン企画「Mobile Suit Discovery」における、上記グフ試作実験機に当たる機体。

### プロトタイプドム
初出は1981年6月発行の書籍『TV版 機動戦士ガンダム ストーリーブック2』の巻頭折り込みに掲載された大河原によるカラーイラストのひとつで、キャプションでは「ドムの試作完成機」とされた。その後、メカニックデザイン企画『モビルスーツバリエーション (MSV)』で詳細な設定が追加された。また、1981年9月発行のムック『ガンダムセンチュリー』の文中でも「ドムのプロトタイプ」について触れられている。
2機がジオン本国で完成し、ただちに地球へ降ろされ、キャリフォルニアベースで各種テストがおこなわれている。ジオン本国では本機の開発に全力を挙げており、最新鋭機として大きく期待されていたため、広報部による写真公表やニュース放送も数多くおこなわれている。連邦軍も本機には注目するが、当時同軍のMSは誕生したばかりで実戦配備まではおよんでいない。
1号機によるジャイアント・バズの試射実験は、キャリフォルニアベースの北側に8つある実験フィールドのうち最大の第5試射場で、記録フィルムの撮影も兼ねておこなわれており、本機の完成記念式典でもあったとされる。本国の広報部写真班によって撮影されたひとコマには、宣伝のために召喚された多くの将軍たちや報道関係者が写っている。後方で作業している第23メンテナンス・スコードロンの陸戦型ザクIIには、式典用のマーキングがほどこされている。1号機にはフレデリック・クランベリー大佐が搭乗し、花を添えている。
カラーリングは黒とグレーを基調に一部が赤で塗り分けられており、塗り分けは異なるものの量産型に近い。なお記録によれば、肘部や腰部に部隊マーク風に描かれている紋様は、式典に際してザビ家の命令によってほどこされたとされ、腹部の翼のような紋様は「ジオンマーク」とされる。また、キャリフォルニアベース所属のガウ攻撃空母や作業用ザクにも使用されている、第4戦術MS部隊のエンブレムが本機にほどこされたとする資料もある。本機と量産型との差異ははほとんどなく、外装の整理がおこなわれたに過ぎないが、量産型はランドセルが機体と一体化されている。記録では本機は2機の生産に留まり、その後キャリフォルニアベースに引き渡されている。

#### ドム・トロピカルテストタイプ
『MSV』で設定された。「局地戦闘型ドム」または「トロピカルドム」とも呼ばれる。
アフリカ戦線におけるドムの活躍は目覚ましいものであったが、局地戦での使用に問題がなかったわけではなく、高温下での戦闘でメカトラブルが発生し、現地からは改善要求の提出が少なからずあったといわれている。そこで熱帯戦用の研究母体として、キャリフォルニアベースに送られて1か月後のプロトタイプドムの2号機に若干の改修をほどこしたのが本機である。改修は制式承認以前のものとしてキャリフォルニアベースが工作を代行しているが、戦後の資料では "YMS-09D" と紹介されることが多い。
量産型ではコンパクト化された頭部の放熱パイプと背部推進器の形式は差し戻しでプロトタイプドムの方式が採用され、ランドセルには補助タンクや大容量冷却システムが搭載されている。頭頂部には近距離用の通信アンテナが追加されており、これも要望が多かったものであるが、通信機の性能は大したものではない。本体には防塵処理がほどこされている。カラーリングは全身をサンド・イエローとするもののほか、胸部やソール部などをブラウンで塗り分けたパターンも確認されている。
試作機は「スカラベ」部隊によってテスト支援と完成時の性能チェックがおこなわれている。ホバリング時におけるジャイアント・バズの試射を撮影した写真が戦時中に士気高揚のために公開されており、撮影場所はアリゾナの実用試験フィールドであるとされるが、真偽は不明である。実験はオーバーヒートもなく、満足いく結果であったとされる。その後、2機が北アフリカ戦線の「カラカル」部隊に配備され、オデッサ作戦の直前に実戦テストがおこなわれている。実戦データはドム・トローペンの開発に活かされたとされる。また、カーミック・ロム大尉のパーソナル・エンブレムで、のちに隊長となる遊撃隊「スコルピオ」の部隊章となる「アラビアン」が本機にも使用されたとする資料もある。
なお、本機は通常型のドムをプロトタイプに近い仕様に戻しつつ追加生産され、30機ほどが戦線へ投入されたともいわれ、後述のドム・キャノンは増産された本機をベースにしているとされる。
作中での活躍
漫画『機動戦士ガンダム バンディエラ』ではクラウデン・マリン少尉が搭乗。作中では単に「ドム」と呼ばれているが、単行本第3巻の表紙では "YMS-09D" の型式番号が確認できる。レプス部隊地球配属部隊に加入し、アレキサンドリアでかつてのサッカーの教え子であるユーリー・コーベルのザクIIと模擬戦を行う。砂塵を発生させて相手の視界をさえぎる得意の戦法でユーリーに勝利する。アデン宇宙港へ向かうザンジバルが敵に包囲された際にはユーリーとともに出撃し、敵を引き付けてユーリーによるビッグ・トレー撃沈をアシストする。その後ホバー推進器が故障し、コックピットに61式戦車の直撃を受けるももちこたえ、デプ・ロッグの上に乗りヒート・サーベルで脅し誘導することにより撤退に成功する。クラウデンは重傷を負うが一命を取り留める。
ゲーム『機動戦士ガンダム バトルオペレーション Code Fairy』ではオデッサ作戦と同時期に、アリゾナで試験運用されていたうちの1機に、秘匿部隊「ノイジー・フェアリー」のミア・ブリンクマン技術少尉が大破したザク・ハーフキャノンに替わって搭乗する。武装はMMP-80マシンガンとクラッカーも装備。なお、ドム・キャノンのオプションは届かなかったため装備していない。アンダーグラウンド・ソナー (UGS) を装備し、索敵能力に優れる。なお、コミカライズ版での本機はトロピカルテストタイプで得られたデータから新規に製作された「MS-09D ドム熱帯仕様」とされている。

##### ドム・ノーミーデス
DOM GNOMIDES
ゲーム『機動戦士ガンダム バトルオペレーション Code Fairy』に登場。メカニックデザインは瀧川虚至。機体名称は「大地の妖精」にちなんでいる。
ミア・ブリンクマン技術少尉がみずからのプランをもとにドム・トロピカルテストタイプ（ドム熱帯仕様）を砲撃支援向けに改修した機体。対空防衛や対陸上戦艦を想定しており、後部にギャロップの推進機関と、回収したヒルドルブの30サンチ砲からなる重武装ユニットが連結されており、のちのライノサラスやザメルなどに通じるコンセプトをもつ。後部ユニットの姿勢制御用可動翼兼武器マウントにさまざまな装備を懸架でき、近接戦闘用としてヒート・ハルバートを装備する。
ドム・トロピカルテストタイプ本体は腰部スカートが大型化されており、肩部アーマーにはスパイクが追加されている。部隊カラーの薄紫と白を基調に、一部ダーク・グレーで塗り分けられており、肩部スパイクは黄色。

### ドム高速実験型
メカニックデザイン企画『MSV-R』で設定された。メカニックデザインは大河原邦男。
ドムの実戦配備と同時に開発が着手されたホバー走行の性能向上型。公国軍上層部の要求項目は、稼働時間を現在の90パーセント以内のまま、最大速度50パーセントのアップと、最大速度到達まで80秒以内という、無理難題といえるものであった。開発チームは、先行していたグフ飛行試験型の開発データをもとに、可動式スタビライザーを装備するジェット推進パックを開発、腰部側面にも推進器を追加している。1号機は第1回のテストで最高速度127パーセントを記録するが、第2回ではバランスを崩し横転、機体は失われる。
続いて製作された2号機ではスタビライザーを0.8メートル延長し、脚部にエアブレーキが追加される。10月から11月頃に北ヨーロッパの山岳地帯で第3回高速ホバー実験がおこなわれ、その様子が連邦軍の偵察部隊によって撮影されている。当時の連邦軍では型式が不明であり、「ドムタイプ0079NEU-SW03」、もしくは「ドム改装タイプ北ヨーロッパ03」と分類仮称されている。最高速度は140パーセントを記録するが、到達時間は115秒と要求項目にはおよんでいない。ヨーロッパ戦線の悪化にともない、同地でのテストは中止されている。
要求項目では火力については触れられていないが、次世代の重MS用に開発されたヒート・ランサーのテストも2号機によっておこなわれている。これは折り畳み機構をもつ大型ヒート・ホークで、対MS戦など白兵戦時の戦闘データをもとに製造される。戦況に応じて長さを変え、対地上戦艦やトーチカにも使用可能である。運用試験ではおおむね良好な結果を残すが、制式採用には至らなかったようだとされる。
開発は中止となり、制式採用されることなく計9機の生産に留まっている。なお、戦後のアフリカ解放戦線で目撃されたデザート迷彩のドムの1機が本機であることが確認されており、本機の存在が広く知られていないことからドム・トロピカルテストタイプと誤認されていたようだとされる。
小説『機動戦士ガンダム MSV-R ザ・トラブルメーカーズ』では、一年戦争終結直後に傭兵のマサ・オーカーが入手し、愛機としている。

## バリエーション

### 熱帯戦用ドム量産型
『MSV』の文字設定が初出で、のちにSDでイラストが描かれ、名称や型式番号も設定された（型式番号：MS-09）。
ドム・トロピカルテストタイプと同仕様のオプションは若干の改修で在来のドムにも装備することが可能であり、一部へ向けて生産がおこなわれている。オプションを装備した機体は一般に「Dタイプ」と呼ばれるが、制式名ではない。ベース機として量産先行機や量産機の中から30機が選ばれるが、開発時期が遅すぎたためキャリフォルニアベースが陥落するまでに作業が完了したのは20機で、そのうち実際に使用されたのは10機前後とされる。また、戦闘中のドム・トロピカルテストタイプとして本機が誤認されている。連邦軍がキャリフォルニアベースを奪還した際に、改修中の機体が数機発見されているが、完成機は終戦まで入手できなかった。カラーリングはサンド・イエローとブラウンを基調とし、胸部がグレー、モノアイ周縁が赤で塗り分けられている。
「カラカル」小隊でのドム・トロピカルテストタイプの実戦テストの際に、予備機として量産先行機を改修した2機が配備されており、うち1機はロイ・グリンウッド少佐の乗機「サンダーキャット」として有名である。
『MSV』以前に発行されたホビージャパン別冊『HOW TO BUILD GUNDAM』に掲載されたディオラマ「ZION'S 砂漠の駐屯地」（製作はストリームベースの川口克己）には、本機のオプションのように頭部に動力パイプとアンテナ、そしてランドセルを装備したドムが2体配されている。

### ドム（寒冷地仕様）
『MSV-R』で設定された。メカニックデザインは大河原邦男。
一年戦争末期のカナダの森林地帯で、訓練飛行中のドラゴン・フライがグフ重装型2機とともに偶然発見した現地改修機。敵MS発見の報を受けて、イエローナイフ基地からフライ・マンタがスクランブル発進しているが、報告から10分後に同地に着いたにもかかわらずMSを発見できずに終わる。カナダの森林地帯では、ほかにも寒冷地仕様と思われるドムの目撃例がいくつか報告されるが、稼働時の脚部ホバーにより舞い上がった雪と蒸気で視界が閉ざされることなどから外観が不鮮明な資料しかなく、連邦軍から「ドムタイプ0079NA-CA05」または「ドム改装タイプ北アメリカ05」と仮称されている。
この謎は、終戦後に押収した資料によって明らかになる。本機のランドセルには、カモフラージュ用の人工雪を噴射する特殊噴霧器が装備されており、これにより足跡や機体を隠していたのである。10分もあればMS3機の上半身に雪を被せることができたようだとされる。ランドセルはその外観からプロトタイプドムのものを流用したと推測されており、キャリフォルニアベースで同機のバリエーションが製作された時期に改造あるいは再設計されたと見られている。プロペラントの増量なども図られている。
本体は初期生産型の1機で、特務小隊の予備機として配備されるが、小隊全滅後に北米に送られ、現地でランドセルを装備したと推測されている。肩口、腹部、脛部にはエア・インテークが増設されており、これはランドセルおよび各部スラスター・エンジンの冷却用と見られている。胸部の拡散ビーム砲は撤廃され、ジャイアント・バズには金属製および布製のジャケットが取り付けられている。
カラーリングは濃淡グレーを基調に、モノアイ周縁部や各部ラインに青が配されている。肩と脚部に大きくジオン公国章が描かれており、ドム系としては珍しい機体とされる。また、左肩に2本の角の付いたヘルメットを被った髑髏に "BOUNTY HUNTER" の文字があしらわれたパーソナル・エンブレムが描かれていたとする資料もある。

### ドム中距離支援型
PCゲーム『機動戦士ガンダム リターン・オブ・ジオン』に登場（型式番号：MS-09C）。デザインは近藤和久。
ドムの中距離支援用改造機。背部にキャノン砲を2門装備しており、主に第一次ネオ・ジオン抗争後のアフリカ戦線で投入された。
なお、それ以前に発売されたPCゲーム『機動戦士ガンダム アドバンスドオペレーション』では、同系機としてドムプラス支援型（型式番号：MS-09PS）が登場する。

### ドム・フュンフ
OVA『機動戦士ガンダム0083 STARDUST MEMORY』で設定上存在する機体。文字設定の初出はバンダイ発行の『ENTERTAINMENT BIBLE』シリーズで、ドム・トローペンのベース機とされた（型式番号：MS-09F）。名称の「フュンフ」はドイツ語で "5" の意。
リック・ドムなどの改修設計機とされる。統合整備計画の発表以降に、ツィマット社が独自に「ドム」そのもののスペックの向上を目指して開発していた機体で、ジオニック社のザクIIを超える適応拡散が可能なように各部のユニット化や規格化が徹底されている。そのため、実際に建造された数は熱帯地方型が多く、時期も早かったらしいとされる。空間戦闘用のドム・フュンフも特定の艦隊に数機配備されたといわれ、生産数や配備先は不明であるものの、グワジン級戦艦「グワデン」に搭載されていたことが確認されている。
いくつかの漫画やゲームなどにも登場するが、外観についてはそれぞれ異なる。
- 本機以前に設定されたドム改やドワス・デザートは、同じMS-09Fの型式番号をもつ。
- 『0083』冒頭では、一年戦争のア・バオア・クー防衛戦でグワデンに搭載されているドム・トローペンと同型（カラーリングは赤茶色と紺色を基調とし、脚部は確認できない）の機体が登場する。アナベル・ガトー大尉が損傷したゲルググの替わりに搭乗しようとするが、エギーユ・デラーズ大佐に制止される。小説版（1992年）ではデラーズ専用のリック・ドムであるとされ[70]、ゲーム『機動戦士ガンダム0083カードビルダー』（2007年）ではこれに準じて「試作型リック・ドム（エギーユ・デラーズ専用機）」とされた（ドム・トローペンにある脚部に張り出したインテークはない）。また、公式百科事典『GUNDAM OFFICIALS』（2001年）では、ドム・トローペンを宇宙戦仕様に改修した機体であるとされた[71]。一方で、漫画短編集『いけ!いけ!ぼくらのVガンダム!!』収録の「12月31日の決意」（1993年）でも同様のシーンがあるが、「ちなみにこのドムは地上用です」との但し書きがあり、混乱が生じていた。しかし、『0083』Blu-ray BOX特典のピクチャードラマ「宇宙の蜉蝣2」（2020年）で同型（カラーリングは同じ、脚部インテークなし）の機体がプロトタイプ・リック・ドムIIであると設定された（同一の個体であるかは不明）。
- ゲーム『ジオニックフロント 機動戦士ガンダム0079』（2001年）では、『第08MS小隊』に登場するリファイン版ドムと同型で、カラーリングが濃淡グリーンを基調とする地上用の機体とされた。「闇夜のフェンリル」隊のソフィ・フラン少尉が搭乗し、武装は90ミリマシンガン、ラケーテン・バズ、120ミリアサルトライフルを携行。なお、本作に登場する通常のドムは原作版に近いデザインとなっている。ただし、同ゲームの公式サイトではのちに情報が修正され[要出典]、この機体はおもに東南アジア地区に配備された、肩部装甲が異なる「MS-09 ドム」であるとされた[72]。後発のゲーム『機動戦士ガンダム0083カードビルダー』や『SDガンダム GGENERATION GENESIS』（2016年）では、本作を出典とした同仕様のドム・フュンフとして登場する。
- 雑誌企画『ADVANCE OF Ζ ティターンズの旗のもとに』に登場（2003年）するリック・ドム［シュトゥッツァー］は宇宙用の機体であるが、ドム・トローペンと同様のデザインをベースとしており、設定では「ドムF型」をベースにしたとされる[73][注 12]。
- 漫画『機動戦士ガンダム C.D.A. 若き彗星の肖像』（登場は2006年）では、ドム・トローペンから脚部インテークを除去した外観の、宇宙用の機体とされた。モノクロでしか確認できないが、塗り分けはドム・トローペン（標準塗装）と同様。ジオン残党軍のジェラルド・シンクレア少尉が搭乗し、サイド3視察にアクシズから来たシャア・アズナブル大佐らと共闘する。シャアらのアクシズ帰還の際にも同行し、蜂起したアクシズの武闘派と交戦する。『機動戦士Ζガンダム Define』でも引き続きジェラルドが搭乗し、アクシズの地球圏帰還直前にイリア・パゾムのケンプファーとともにハマーン・カーンのキュベレイと模擬戦をおこなう。

#### ドム・トローペン
OVA『機動戦士ガンダム0083 STARDUST MEMORY』およびアニメ『機動戦士ガンダムUC』に登場。メカニックデザインはカトキハジメ。名称の「トローペン」はドイツ語で「熱帯」の意であり、第二次世界大戦のドイツ軍北アフリカ仕様に多数付けられたコード・ネームでもある。
ドワッジと同様に陸戦用としての高い性能が要求され、開発された機体。ドム・フュンフをベースに、ドムの地上における実働データやドム・トロピカルテストタイプの実験データなどを踏まえて再設計した機体で、配備された地域に（アフリカ戦線向けともいわれる）より適応した性能を獲得することに成功している。砂漠地・酷暑地仕様として機体各所に防塵用エア・フィルターや拡張冷却装置が装備されているほか、装甲がブロック化されており内部に入り込む砂の排除を容易にしている。熱核ジェットのインテーク周りの構造などが抜本的に設計し直されており、通常のドムでは脚部に内蔵されていたインテークが足首側面に張り出しているのが大きな特徴となっている。また、エンジンの出力も強化されている。機体重量もドムより大幅に軽くなっており、ホバーによる浮力をより得やすくなっているとともに、武装や推進剤の搭載可能量も増えている。ハード・ポイントも増強されており、さまざまなオプションを装備可能。
キャリフォルニアベースである程度の数が製造され、おもに北アフリカ戦線に配備されている。一年戦争の最末期に生産が開始されたため戦時中に稼働した機体数は決して多くはないが、戦後に公国軍残党によって相当数が運用されたといわれている。標準塗装は紫と濃紺を基調に、モノアイ周辺や肩の一部、コックピット・ハッチが赤で塗り分けられている。
機体構造
頭部
基本構造はドムよりもリック・ドムIIに近く、頭頂部にサブ・センサーが装備されている。
胴体部
重装甲化にともない、胸部拡散ビーム砲が省略あるいは廃止されたとする資料もあるが、左胸にはそれらしきディテールが確認できる。公式ウェブサイトのスペック表には「拡散ビーム砲」の記載があり、拡散ビーム砲と同様に使用する「ビーム・ポイント」であるとする資料もある。
ランドセルは、耐弾性や生産効率よりもメンテナンスやバージョンアップに配慮した構造であり、公国系MSとしては珍しい外観となっている。
脚部
砂漠の砂は粒子が細かいため、通常のドム系のホバー・ユニットよりも効率的に表面効果が得られるように、有効単位面積が拡大されている。
脚部から張り出したインテークにはダスト・フィルターが装備され、細かい砂塵を取り除きエンジン・トラブルを防ぐ。天候などによってダストが多い場合は先端のシャッターを閉じ、円筒部全体のフィルターから吸気する。また、内部にはメッシュやセラミック不織布などの物理的フィルターのほか、電磁誘導装置や遠心分離構造などが組み込まれているため、大小のダストの混入を防止できる。
武装
ラケーテン・バズ
RAKETEN BAZOOKA  （型式番号：RB-T27/880mm）
フォルクス・アルメーエン・ラボラートリウム (VAL) 社製。「ラケーテン」はドイツ語で「ロケット」の意で、「ラケーテン・バズーカ」とも呼ばれる。
リック・ドムII用の880ミリジャイアント・バズの給弾方式を改良したもの。マガジン式となり、装弾数は5発。速射性に優れ、砲身に設置されたレーザー・デバイスによって近距離であれば高精度での誘導が可能。 砲身中央に防御用アーマーを装備し、着脱が可能。
劇中での活躍
『0083』第1話から登場。宇宙世紀0083年10月13日に連邦軍トリントン基地からガンダム試作2号機を奪取するアナベル・ガトー少佐を援護すべく、ゲイリー少尉とアダムスキー少尉の搭乗する2機が撹乱のため基地に突入。ゲイリー機はラバン・カークス少尉のザクII F2型（鹵獲仕様）をヒート・サーベルで両断するが、第2話の撤退時に撃破されている。アダムスキー機は試作2号機およびザメルとともに逃走、コムサイIIで宇宙に上がろうとする試作2号機の警戒に当たり、敵追撃隊に不意討ちを仕掛けディック・アレン中尉のパワード・ジムのコックピットにゼロ距離からラケーテン・バズを撃ち込む。コムサイIIを撃破された試作2号機を援護しつつ再度逃走し、翌14日朝にふたたび戦闘となりチャック・キース少尉のザクII F型の首をヒート・サーベルで跳ねるが、ヒート・ホークで肩口を斬られ、アダムスキーは爆発に巻き込まれ即死する。
第4話では、アフリカのキンバライド基地所属の4機が登場。カラーリングはサンド・ブラウンとサンド・イエローを基調とする。武装は各機異なり、ザク・マシンガン（MMP-80前期型）やザク・バズーカを携行する機体もある。10月23日にザクII F2型とともにアルビオン隊と交戦し、全滅する。
アニメ版『UC』では、0096年のトリントン基地襲撃に1機が参加。カラーリングは上記キンバライド基地所属機とほぼ同様（手の甲など一部異なる）だが、アジア西部から来た機体とされる。MMP-80前期型を携行し、ドワッジやディザート・ザクと編隊を組んでのホバー走行で突撃しながらハンド・グレネードを投擲、敵守備隊のネモを両断する。その後、岩場でジェスタが乗るベースジャバーのメガ粒子砲の直撃を受け撃破される。なお、ドワッジとの彩色ミスを防ぐため、モノアイの色が緑からピンクに変更されている。小説版でもトリントン基地襲撃に参加するが、ニューギニアに潜伏していたヨンム・カークス率いる公国軍残党「シンブ根拠地隊」のヤスが搭乗する機体とされ、撃破の描写はない。漫画版『機動戦士ガンダムUC バンデシネ』でも小説版とほぼ同様。
万乗大智の漫画『機動戦士ガンダム アグレッサー』では、ダイアン・ノイス少佐専用機が登場。頭頂部サブ・センサーが前方に移設され、上部に大型のブレード・アンテナが装備されている。カラーリングは標準塗装と同様。ヒート・サーベルに替わって柄の長いヒート・トマホークを装備する。ガウ攻撃空母に搭載されてジャブロー降下作戦に参加、ジムを少なくとも3機撃破したあと、ジャブロー基地内部に侵入するところをレッドライダーに阻まれる。さらにジム3機を撃破しながらレッドライダーと死闘を繰り広げ、最後は大河の底で行動不能となりながらも捕まえて墜落するガウの道連れにしようとするが、間一髪にツヴァイ・ハンダーで袈裟斬りにされ、ダイアンも生還する。

#### ドム・バラッジ
小説『機動戦士ガンダム ブレイジングシャドウ』に登場（型式番号：MS-09F/Br）。「バラッジ」は「弾幕」の意。
一年戦争後にジオン軍残党組織「ヘルズゲート」がドム・フュンフをベースに独自開発した機体。陸戦・宇宙戦双方に対応しており、重装甲化とそれに伴う機動性低下を補うための大型スラスターの増設が行われている。また、武装も強化されており、スカート内に新たにミサイルランチャーを装備したほか、バックパックに弾倉を背負う形でTOTOカニンガム社製のXGC84-D5J 100mm6銃身ガトリング・キャノンを携行している。

### ドム改
雑誌『ホビージャパン』の連載「ジオンの星 MOBIL SUIT in ACTION」に登場（型式番号：MS-09F）。ドムからドワッジに至る中間の機体。

### ドワス・デザート
雑誌『MJ（模型情報）』で連載されたメカニックデザイン企画『F.M.S』 に登場（型式番号：MS-09F）。MS-09S ドワスの地上戦仕様で、300mm6連装リボルバー・バズーカを携行している。オデッサ作戦後に中央アジアのパミール高原でゲリラ戦を行っていた機体が確認されている。

### ドム・ブリザードタイプ
ゲームブック『機動戦士Ζガンダム ジェリド出撃命令』に登場（型式番号：MS-09F2）。
「ブリザード・ドム」とも呼ばれ、寒冷地用に各部を改修されている。またドムの中でも最強のタイプとも言われる。重バズーカ砲とヒート・サーベルを装備。一年戦争のヨーロッパ戦線で活躍し、「ジオンの吸血コウモリ（バンパイヤ）」と仇名されたエース・パイロット、ノボトニー大佐が宇宙世紀0087年に連邦軍バックランド基地を占拠したゲリラ部隊の一人として本機を駆っており、右肩に吸血コウモリのパーソナル・マークが描かれている。

### ドワッジ
テレビアニメ『機動戦士ガンダムΖΖ』及び『機動戦士ガンダムUC』に登場。劇中では後述のドワッジ改も含め、一括して「ドム」と呼称される。
ドムシリーズの最終量産型。砂漠戦に特化しており、生産は一年戦争末期に行われた。熱核ジェット推進装置が強化されたほか、水冷式ラジエーターも強化され、燃料タンクが増設された。燃料タンクの増設により、ホバーの行動時間は大幅に延長された。ホバー走行時の移動制御も大幅に改善されており、市街地や密林といった障害物の多い戦場においてもこれまで以上の戦果が期待される。また、ドムでは内装式となっていた動力パイプが露出しているが、これは放熱効率の向上を目的とした説と、機体性能を向上させたために内装部品が増えた結果、装甲内に格納できなかったとする説が推察されている。一年戦争における連邦・ジオン双方の機体において最高の機動性を誇り、オデッサの戦いに投入されていれば、ヨーロッパ地域はジオンの勢力下のままであったともいわれる一方、生産開始の遅延から投入数は88機と少ない。このドワッジのうち、生産数が多いのはG型となる。
なお、機体呼称の由来はドムの強化改修機にドワッジの名称が用意されていたため、共にドムの強化型である本機とペズン・ドワッジの両機体にその名がつけられたとする説と、ペズン計画の中間期にこのドワッジが開発されたと推察する説がある。
武装・装備
60mmバルカン砲
頭部にはバルカン砲4門を増設している。装弾数800発。
ジャイアント・バズ
口径380mm。使用弾種はHEAT（成形炸薬弾）。スモーク・ディスチャージャーを装備する。熱による砲身のゆがみを抑えるためのサーマルスリーブが追加されている。
ヒート・トマホーク
従来の片刃式を改造し両刃式にしたもの。出力0.77MW。
ヒート・サーベル
出力0.52MWのものを装備。
劇中での活躍
戦後も旧公国軍残党や各種ゲリラ組織などで長期にわたって運用され、ネオ・ジオンのアマサ・ポーラや、アフリカ民族解放戦線の隊長ガデブ・ヤシンらが搭乗。アマサ・ポーラ搭乗機は「ポーラのドム」と呼ばれた。第一次ネオ・ジオン抗争時にはジェネレーターを換装するなど大幅な改修が施されていたようであるが、旧式機であるがゆえにΖΖガンダムら最新鋭機の敵ではなかった。
漫画『機動戦士ムーンガンダム』では、0091年に新生ネオ・ジオン軍が接収した南極の旧資源開発基地に配備されており、ロンド・ベル隊による降下作戦の迎撃に1機が出撃している。
小説『機動戦士ガンダムUC』では、モーリタニアに潜伏していたジオン軍残党の機体がガランシェールの引き起こしに使われたほか、ニューギニアに潜伏していたジオン軍残党「シンブ根拠地隊」の機体がトリントン基地襲撃に参加している。アニメ版でも、ザクIIの120mmザク・マシンガンを装備して登場した。アニメ版の外伝作品『機動戦士ガンダムUC 『袖付き』の機付長は詩詠う』第7話・第8話にも登場しており、搭乗者はカークス隊ではない人物。武装はリック・ディアス用のビーム・ピストルのみ。小破して機体は放棄されるが、パイロットは無事に脱出を果たす。
備考
デザイン当初は、アクシズで地球降下作戦用にリック・ドムを装備換装したもの、と設定されていた。

#### ドワッジ改
テレビアニメ『機動戦士ガンダムΖΖ』に登場。
ドワッジの両肩に大型ブースターを装備したH型の機体。このブースターは化学燃料方式となっており、ベース機より最高速度が20％の向上を果たした。ロンメルが一年戦争以後に、砂漠での経験をもとに現地改造した機体と推察される。
一部の資料では連邦軍やアフリカ民族解放戦線 (FLN) でも運用されているとされる。
武装・装備
ロンメルはヒート・トマホークを使用し、劇中においてはヒート・サーベルの使用場面は見られなかった。
ビーム・カノン
ドワッジ改の元々の武装ではなく、ロンメル部隊が一年戦争以後に連邦軍基地から奪取したものである。一方で、連邦基地からの横流し品を装備したと推察する資料もみられる。
60mm バルカン砲
2門に減らされている。
劇中での活躍
ジュドー・アーシタの駆るΖガンダムと一騎討ちとなった初戦では、ビームライフルによる銃撃戦を封じるなどして互角の勝負を演じたほか、部下共々砂地に沈降して待ち伏せる戦法もガンダム・チームを苦しめた。しかしながら、陸戦用かつ旧式化した機体の性能差はきわめて大きく、可変機能やメガライダーによる航空戦能力を持つΖΖガンダム以下ガンダム・チームの新鋭機らとの全面対決では、上下からの攻撃で不利な戦いを強いられて部下の機体が次々に撃破され、残るロンメルのドワッジも捨て身の突撃の末、撃破された。

#### ドワッジK型
漫画『機動戦士ガンダム ジオンの再興』に登場（型式番号：MS-09K）。H型をさらに発展させた機体で、第二次ネオ・ジオン抗争時に使用されている。

### ドム・キャノン
『ハーモニー・オブ・ガンダム』に登場。単砲仕様（型式番号：MS-09K-1）と複砲仕様（型式番号：MS-09K-2）があり、後者が先に設定された（そのため、当初は複砲仕様が単に「ドム・キャノン」と表記されていた）。
ドムの重火器を固定装備とすることで、自走砲としての性格を強化した機体。増産されたドム・トロピカルテストタイプをベースとする（頭頂部アンテナは除去）。複砲仕様は北米で運用されていたザクキャノンのデータを受け継いで設計された、ツイン・ミドル・キャノン（2門を横に並列）を搭載したランドセルに換装されている。単砲仕様はより長距離砲撃に特化したタイプで、生産数は少ない。いずれも、左前腕部甲にミサイル・ポッドの付いた増加装甲を装着していることが多い。カラーリングは、複砲仕様がトロピカルテストタイプを踏襲している（塗り分けは異なる）のに対し、単砲仕様は量産型と同様となっている。

### ドム・マーメイド
Ark Performanceの漫画『機動戦士ガンダム MSV-R ジョニー・ライデンの帰還』に登場（型式番号：MS-09M）。もともとは、「電撃ホビーマガジン×ガンダムエース×ガンダムインフォ Presents「機動戦士ガンダムMSV-R」モデリングコンテスト」（2012年3月発表）において、Ark Performance賞を受賞した作品で、制作者は「た」。選者であるArk Performanceは「作品に出してみたい機体」という視点から本作を選定した。
水上走行型のドムであり、背中に追加された大型翼と、翼に設置されている大型ファンエンジン2機が大きな外見的特徴。足首に追加装備されたウォータージェットエンジンや機体各部に施された空力処理によって、水上での直立と高速移動、地上走行を実現している。

### ドム・レゾナンス
漫画『機動戦士ガンダム サンダーボルト外伝』に登場（型式番号：MS-09）。デザインは太田垣康男で、太田垣によるラフを作画パートナーの桜水樹が仕上げている。
現地改修によってドムを強化した機体で、下半身をホバータンクに変更することで機動力が大幅に向上している。設定画ではスパイク・シールドをジョイントによって両腕に固定し、バックパックにヒート・サーベルを装着している。
機体デザインに関して太田垣は、自分の中で最強のモビルスーツと位置付けているガンタンクに対抗できる機体としてデザインをする必要があり、その上でドムを敵役とするためのアレンジに悩み、最終的に「最強のタンクに対抗できる最強のホバー」として足回りをより強力に変更したと述べている。
『サンダーボルト外伝』4巻収録のエピソード「男と女」に登場し、オデッサ作戦直後のオデッサ地方において、ジオン公国軍のゲリラ部隊が運用している。作中では右腕のシールドに替わってバズーカを装備している。また、設定画には描写されていない右腕部に内蔵された機関砲で射撃を行うシーンがある。

### RFドム
漫画『機動戦士ガンダムF90』およびゲーム『機動戦士ガンダムF91 フォーミュラー戦記0122』に登場。
ゲリラ組織オールズモビル（火星独立ジオン軍）が使用した宇宙戦用の量産型重MS。外観はリック・ドムを模している。旧公国軍のMSに似せて作られているが、中身はU.C.0120年代の技術でリファインされている。
他のRFシリーズより装甲を厚くし防御力が強化されているほか、ビームバズーカを中心に多彩なビーム兵器の運用が可能。胸部ビームシャワーはリック・ドムでは出力不足により幻惑用効果しか持たなかった拡散メガ粒子砲をアップデートしたもので、実用的な攻撃力を持たせつつ2基に増設している。この機体をベースに局地戦用機も開発された。宇宙戦用機とされているが、劇中では重力下でも運用されていた。
『F90』劇中では冒頭のF90強奪作戦に参加。また火星においてド・ダイ改に搭乗した機体がF90奪還部隊と交戦している。『フォーミュラー戦記0122』では火星の残党部隊の戦力として全編にわたり登場。劇中序盤では主に隊長機として運用され、中盤から終盤にかけてはシャルル空撃隊の随伴機として登場している。

#### RFデザート・ドム
ゲーム『機動戦士ガンダムF91 フォーミュラー戦記0122』に登場。RFドムの熱帯仕様で、砂漠という過酷な自然環境での戦闘を目的に開発されたオールズモビルの機体。脚部の出力の向上により高速移動が可能となった。胸部拡散メガ粒子砲は1基になっている。なお、ゲーム上ではカラーリング以外の外観はRFドムと変わりはなく、武装も同一である。

#### RFスノー・ドム
ゲーム『機動戦士ガンダムF91 フォーミュラー戦記0122』に登場（型式番号：OMS-09SRF）。RFドムの寒冷地仕様。設定画が存在しないため、詳細は不明。デザート・ドムと同様に、ゲーム上ではカラーリング以外の外観はRFドムと変わりはなく、武装も同一である。